# Sachsgrün
Sachsgrün ist ein Ortsteil der Gemeinde Triebel/Vogtl. im sächsischen Vogtlandkreis.

## Geschichte
Die Ortsmitte ist geprägt von einem Dorfweiher und der Kirche. Hier befand sich auch ein Rittergut bzw. die Wasserburg Sachsgrün, zu den Besitzern zählte die Familie Vasmann. Ein Denkmal erinnert an den Altphilologen, Journalisten und Heimatforscher Eduard Johnson. Ein Wanderweg führt zur Wüstung Troschenreuth. Südlich und westlich des Ortes erstreckt sich das 46 ha große Naturschutzgebiet Fuchspöhl.
Sachsgrün befand sich im 17. Jahrhundert im Besitz der Herrn von Streitberg.

## Lage und Verkehr
Der Ort liegt unmittelbar an der Landesgrenze zu Bayern und damit früher an der Deutsch-Deutschen-Grenze.
In Sachsgrün laufen Verbindungsstraßen aus Wiedersberg bzw. Loddenreuth, Burkhardtsgrün und Gassenreuth zusammen. Der Ort ist mit der vertakteten RufBus-Linie 54 des Verkehrsverbunds Vogtland an Oelsnitz angebunden.